# 马藏热
马藏热（法語：Mazangé，法語發音：[mazɑ̃ʒe]）是法国卢瓦-谢尔省的一个市镇，属于旺多姆区。

## 地理
马藏热（47°49'26"N, 0°56'44"E）面积24.26 平方千米，位于法国中央-卢瓦尔河谷大区卢瓦-谢尔省，该省份为法国中北部省份，北起厄尔-卢瓦省，东北接卢瓦雷省，东南接谢尔省，南至安德尔省，西南接安德尔-卢瓦尔省，西北接萨尔特省。
与马藏热接壤的市镇（或旧市镇、城区）包括：阿泽、埃皮赛、福尔唐、吕奈、布赖河畔萨维尼、托雷拉罗谢特、卢瓦河畔维利耶。
马藏热的时区为UTC+01:00、UTC+02:00（夏令时）。

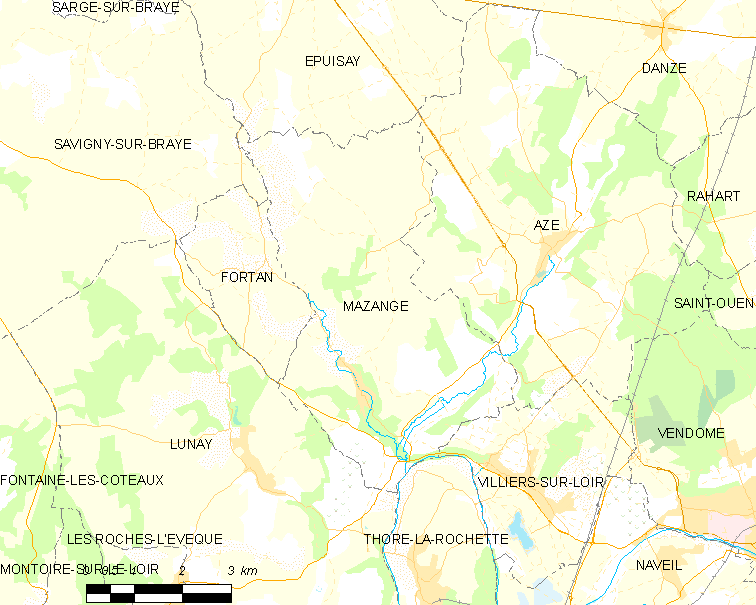
马藏热的OSM定位图

## 行政
马藏热的邮政编码为41100，INSEE市镇编码为41131。

## 政治
马藏热所属的省级选区为旺多姆县。

## 人口

1962-2008年间马藏热人口变化图示

马藏热于2022年1月1日时的人口数量为816人。